# Stobi
Stoboi (Grieks: Στόβοι, Stóboi, Latijn: Stobi) is de naam van een antieke Macedonische stad, gelegen in het noorden van het oude Macedonië), gunstig gelegen aan de samenvloeiing van de Erigon (nu de Černa Reka) en de Axios (nu de Vardar), in de huidige staat Noord-Macedonië. De antieke stad ligt op het grondgebied van de huidige stad Gradsko.
De oorspronkelijke Paeonische nederzetting werd in de 3e eeuw v.Chr. door Antigonus Gonatas en Philippus V bij het koninkrijk Macedonië ingelijfd, en kwam in 168 v.Chr. samen met de rest van Macedonië onder Romeins gezag. Stobi verkreeg spoedig de status van municipium, in de 3e eeuw na Chr. van colonia, en het had van ± 70 na Chr. tot in de 3e eeuw eigen muntrecht.
Na de opdeling van de provincia Macedonia in twee provincies (in 386 na Chr.) werd het de hoofdstad van Macedonia Salutaris. Nadat de welvarende stad in 479 door de Ostrogoten onder Theodorik werd geplunderd, heeft ze zich nooit meer hersteld. Van de oorspronkelijke rijkdom getuigen resten van een (Romeins) theater, van joodse en vroeg-christelijke gebedshuizen en van particuliere woningen, die bij opgravingen (1° tussen 1915 en 1918, 2° vanaf 1924 en 3° vanaf 1970) aan het licht gekomen zijn, met waardevolle mozaïeken, fresco's en sculpturen.